# Casorezzo
Casorezzo – miejscowość i gmina we Włoszech, w regionie Lombardia, w prowincji Mediolan.
Według danych na rok 2004 gminę zamieszkiwało 4628 osób, 771,3 os./km².